# André Hansen
André Hansen, född 17 december 1989, är en norsk fotbollsmålvakt som spelar för Odd.

## Landslagskarriär
Hansen debuterade för Norges landslag den 12 januari 2013 i en 0–0-match mot Zambia.